# Osttimoresische Fußballnationalmannschaft (U-16-Juniorinnen)
Die osttimoresische Fußballnationalmannschaft der U-16-Juniorinnen ist eine Auswahlmannschaft der Federação Futebol Timor-Leste (FFTL), die den südostasiatischen Inselstaat Osttimor auf internationaler Ebene bei Länderspielen gegen Mannschaften anderer nationaler Verbände vertritt. Im Oktober 2010 bestritten die Osttimoresinnen im Rahmen der Qualifikation zur U-16-Asienmeisterschaft 2011 insgesamt vier Länderspiele, seither ruht der Spielbetrieb.

## Statistik

### Liste der Länderspiele
| Datum         | Gegner      | Ergebnis    | Austragungsort       |
| ------------- | ----------- | ----------- | -------------------- |
| 15. Okt. 2010 | Guam        | 0:4 (0:2)   | Makati (Philippinen) |
| 17. Okt. 2010 | Vietnam     | 0:16 (0:10) | Makati               |
| 19. Okt. 2010 | Philippinen | 0:7 (0:5)   | Makati               |
| 22. Okt. 2010 | Singapur    | 0:6 (0:3)   | Makati               |

### Nationalspielerinnen
4 Länderspiele
- Adolfina Maria Ximenes Gama E Santos
- Agueda De Carvalho Ximenes
- Elinhas Beatriz Alvares Silva Calado
- Elisea De Loyola Vong Moniz
- Leonida De Carvalho Cabecadas
- Libania Da Cruz De Almeida Mota
- Lucia De Jesus Borges
- Rosa Margarida Sarmento Da Costa
- Vanessa Filomena Pimentel Fernandes

3 Länderspiele
- Alexandrinha Abilio Pinto
- Graciosa De Jesus Borges
- Melania Fatma Do Rego Martins

2 Länderspiele
- Eulalia Joana Dos Reis Amaral
- Francisca Rosario De Andrade
- Lecis Josquine De Silva Ximenes
- Maria Imaculada Dos Santos
- Virginia Maria Soares Correia

1 Länderspiel
- Inacia Clarinha Vicsis Pereira Teme